# 貝塚市立第五中学校
貝塚市立第五中学校（かいづかしりつだいごちゅうがっこう）は、大阪府貝塚市二色二丁目にある公立中学校である。
略称は「貝塚五中」「五中」「貝五」。二色の浜パークタウンの造成に伴って創立。
なお2023年に廃校となり小中一貫の二色学園となる。

## 沿革
- 1989年4月1日 - 創立
- 1989年6月6日 - 創立記念日と定める
- 2004年4月1日 - 貝塚市立二色小学校と小中一貫教育推進事業の指定を受ける。

## 交通
- 南海本線・水間鉄道水間線 貝塚駅下車